# Viola langsdorffii
Viola langsdorffii là một loài thực vật có hoa trong họ Hoa tím. Loài này được Fisch. ex Ging. miêu tả khoa học đầu tiên năm 1824.